# Tatra B6A2
Tatra B6A2 – doczepny jednoczłonowy wagon tramwajowy bierny, odpowiadający modelowi Tatra T6A2. Wyprodukowano 92 tramwaje tego typu, które dostarczono do Berlina, Drezna, Lipska, Magdeburga i Rostocku.

## Konstrukcja
Jest to pojedyncza doczepa bierna, nieposiadająca silnika i pantografu. Pudło opiera się na dwóch skrętnych dwuosiowych wózkach. Wagon jest wyposażony w troje drzwi harmonijkowych.

## Dostawy
W latach 1985–1990 wyprodukowano 92 tramwaje.
| Państwo        | Miasto         | Typ            | Lata dostaw    | Liczba | Numery taborowe  |
| -------------- | -------------- | -------------- | -------------- | ------ | ---------------- |
| NRD            | Berlin         | B6A2D          | 1988–1995      | 64     | patrz poniżej    |
| NRD            | Drezno         | B6A2D          | 1985–1988      | 2      | 276 001, 276 002 |
| NRD            | Lipsk          | B6A2D          | 1988–1990      | 14     | 801–814          |
| NRD            | Magdeburg      | B6A2D          | 1989           | 3      | 2143–2145        |
| NRD            | Rostock        | B6A2D          | 1989–1990      | 6      | 801–806          |
| NRD            | Schwerin       | B6A2D          | 1989           | 3      | –                |
| Łączna liczba: | Łączna liczba: | Łączna liczba: | Łączna liczba: | 92     |                  |